# Suzuka Hasegawa
Suzuka Hasegawa –en japonés, 長谷川涼香, Hasegawa Suzuka– (Kita, 25 de enero de 2000) es una deportista japonesa que compite en natación. Ganó una medalla de bronce en el Campeonato Mundial de Natación en Piscina Corta de 2018, en la prueba de 200 m mariposa.

## Palmarés internacional
| Campeonato Mundial en Piscina Corta | Campeonato Mundial en Piscina Corta | Campeonato Mundial en Piscina Corta | Campeonato Mundial en Piscina Corta |
| Año                                 | Lugar                               | Medalla                             | Prueba                              |
| ----------------------------------- | ----------------------------------- | ----------------------------------- | ----------------------------------- |
| 2018                                | Hangzhou (China)                    | Medalla de bronce                   | 200 m mariposa                      |